# Encephalartos macrostrobilus
Encephalartos macrostrobilus là một loài thực vật hạt trần trong họ Zamiaceae. Loài này được Scott Jones & Wynants mô tả khoa học đầu tiên năm 1997.